# 劉書雲
劉書雲，字縵卿，江蘇省揚州府寶應縣人，清朝政治人物，進士出身。
咸豐六年（1856年），登進士二甲第七十一名，以內閣中書用。后主講寶晉書院。有弟劉驤雲、子劉奉璋。